# 畠山啓
畠山 啓（はたけやま けい、1967年8月13日 - ）は、秋田県由利郡由利町（現・由利本荘市）出身の元サッカー選手、サッカー指導者。現役時代のポジションはディフェンダー。

## 略歴
由利町立由利中学校（現・由利本荘市立由利中学校）3年の時にナショナル・トレーニングセンター（トレセン）選抜合宿に招集。中央では無名な存在であったが当時の日本ジュニアユース代表監督、藤田一郎に才能を見出される。運動量の豊富なMFとしてその後も各年代の代表として多くの試合に出場した。
また秋田県立本荘高等学校在学中は日本ユース代表主将として井原正巳、中山雅史、真田雅則らと共にAFCユース選手権1次予選に出場した。
1986年に筑波大学へ進学。井原・中山とは同大学でも同期となり4年次には副主将を務める。
卒業後は三菱自動車（後の浦和レッズ）に加入するが、1992年限りで現役引退し指導者の道へ進む。
現在は故郷の秋田県立由利工業高等学校の監督を務めている。

## エピソード
- 本荘高等学校の伝統行事である強歩大会で3年連続1位（トップでゴール）の記録を持っており、同校の校訓の右文尚武[1]を広くアピールした功績により表彰を受けた。
- 在籍高校について本庄高等学校と誤記されるケース[2]が散見するが正しくは本荘高等学校である。

## 所属クラブ
- 秋田県立本荘高等学校
- 筑波大学
- 1990年-1992年 三菱自動車/浦和レッドダイヤモンズ

## 個人成績
| 国内大会個人成績 | 国内大会個人成績 | 国内大会個人成績 | 国内大会個人成績 | 国内大会個人成績 | 国内大会個人成績 | 国内大会個人成績 | 国内大会個人成績  | 国内大会個人成績 | 国内大会個人成績 | 国内大会個人成績 | 国内大会個人成績 |
| 年度             | クラブ           | 背番号           | リーグ           | リーグ戦         | リーグ戦         | リーグ杯         | リーグ杯          | オープン杯       | オープン杯       | 期間通算         | 期間通算         |
| 年度             | クラブ           | 背番号           | リーグ           | 出場             | 得点             | 出場             | 得点              | 出場             | 得点             | 出場             | 得点             |
| 日本             | 日本             | 日本             | 日本             | リーグ戦         | リーグ戦         | JSL杯/ナビスコ杯 | JSL杯/ナビスコ杯  | 天皇杯           | 天皇杯           | 期間通算         | 期間通算         |
| ---------------- | ---------------- | ---------------- | ---------------- | ---------------- | ---------------- | ---------------- | ----------------- | ---------------- | ---------------- | ---------------- | ---------------- |
| 1990-91          | 三菱             | 21               | JSL1部           | 3                | 0                | 0                | 0                 | 0                | 0                | 3                | 0                |
| 1991-92          | 三菱             | 21               | JSL1部           | 4                | 1                | 0                | 0                 |                  |                  |                  |                  |
| 1992             | 浦和             | -                | J                | -                | -                | 0                | 0                 | 0                | 0                | 0                | 0                |
| 通算             | 日本             | 日本             | J                | -                | -                | 0                | 0                 | 0                | 0                | 0                | 0                |
| 通算             | 日本             | 日本             | JSL1部           | 7                | 1                | 0                | 0\|\|\|\|\|\|\|\| |                  |                  |                  |                  |
| 総通算           | 総通算           | 総通算           | 総通算           | 7                | 1                | 0                | 0\|\|\|\|\|\|\|\| |                  |                  |                  |                  |

## 指導歴
- 秋田県立西目高等学校 監督